# Henk Post (predikant)
Hendrik (Henk) Post (Hollandscheveld, 19 mei 1900 – Katwijk, 8 april 1982) was een Nederlandse predikant. Hij speelde tijdens de Tweede Wereldoorlog een centrale rol binnen het verzet in Rijnsburg.

## Levensloop
Post werd geboren als het achtste kind in een gezin van elf. In tegenstelling tot de meeste andere kinderen kreeg hij wel de kans door te studeren. Hij volgde het Gereformeerde Gymnasium in Kampen en studeerde vervolgens theologie aan de Vrije Universiteit in Amsterdam. Hij werd in 1930 aangesteld als predikant van de Gereformeerde Kerk in Sint-Jansklooster. In 1939 werd hij beroepen in Rijnsburg. Van 1965 tot 1970 stond hij in Leiden op de kansel.
Tijdens de Tweede Wereldoorlog speelde hij een centrale rol binnen het verzet in Rijnsburg, samen met de huisarts Edzard van der Laan (de vader van de latere burgemeester van Amsterdam Eberhard van der Laan). Post had twee jongere broers, Marinus en Johannes, die beiden leiding gaven aan een eigen knokploeg. Met name Johannes speelde bovendien een belangrijke rol binnen het landelijke verzet. Nadat beide broers moesten onderduiken zochten zij hun toevlucht in Rijnsburg en omgeving. Zowel Johannes als Marinus overleefden de oorlog niet. Johannes werd geëxecuteerd nadat hij gepakt was bij een mislukte overval op het Huis van Bewaring in Amsterdam in juli 1944.
Na die mislukte overval was het voor Henk Post ook niet langer veilig. Samen met zijn zwangere vrouw dook hij onder in Noordwest-Overijssel. Zijn kinderen zaten verspreid op verschillende adressen. Na de oorlog werd hij aangesteld als voogd van de kinderen van zowel Marinus als Johannes. Kort na zijn dood kreeg Post de  eretitel Rechtvaardige onder de Volkeren van het Israëlische holocaustcentrum Yad Vashem.

## Persoonlijk
Post was getrouwd met Harmina Altina Salomons (1904-1969). Zij kregen samen zeven kinderen. Saillant detail is dat zijn broers Marinus en Johannes beiden trouwden met een zus van Harmina Salomons.
- Nederlandse Thesaurus van Auteursnamen: 292371675
- Virtual International Authority File: 291173014
- WorldCat: E39PBJppFKtwhhdJmVFDrkdCwC